# Hanna Szwed

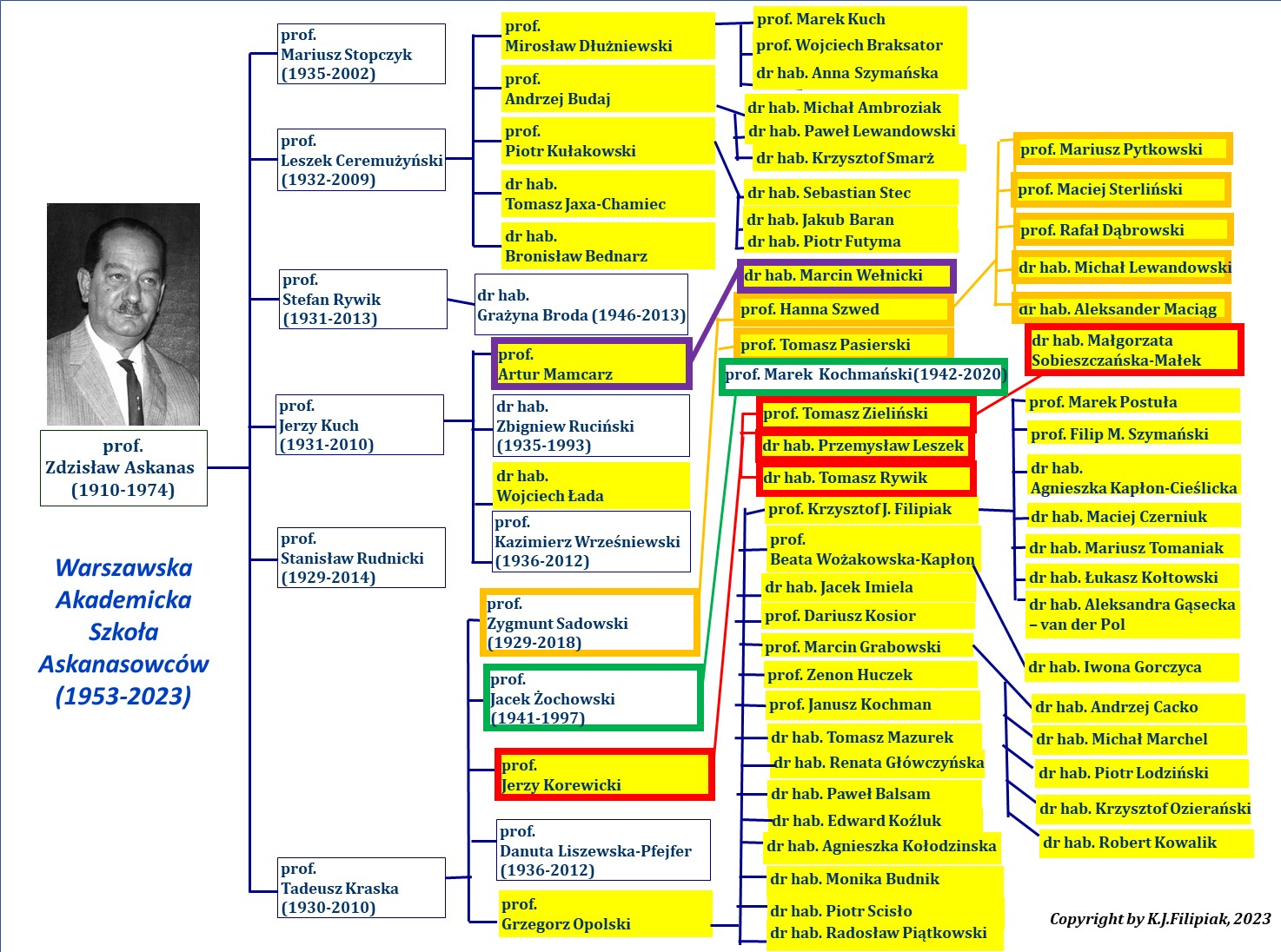
Drzewo genealogiczne przedstawicieli Warszawskiej Akademickiej Szkoły Kardiologii wywodzącej się od prof. Zdzisława Askanasa, do którego należy prof. Hanna Szwed

Hanna Dorota Szwed (ur. 1950) – polska kardiolog, prof. dr hab. nauk medycznych.

## Życiorys
Hanna Szwed urodziła się w 1950. W 1990 uzyskała stopień doktora habilitowanego na podstawie oceny dorobku naukowego i pracy zatytułowanej Dynamika zaburzeń czynności u chorych z zawałem serca leczonych fibrynolitycznie i koronaroplastyką, a 14 grudnia 1999 otrzymała tytuł naukowy profesora nauk medycznych. Pełni funkcję profesora zwyczajnego w Instytucie Kardiologii im. Prymasa Tysiąclecia Kardynała Stefana Wyszyńskiego w Warszawie.
Została członkiem władz Polskiego Towarzystwa Kardiologicznego.

## Publikacje
- 1998: Utility of transesophageal atrial pacing to estimate the results of catheter ablation of supraventricular tachycardias[1]
- 2005: Porównawcza ocena skuteczności klinicznej dwóch dawek czteroazotanu pentaerytrytylu (100 mg i 30 mg) u pacjentów ze stabilną chorobą wieńcową[1]
- 2005: Ocena żywotności mięśnia sercowego po zawale[1]
- 2006: Wieloośrodkowy Ogólnopolski System Monitorowania Standardu Podstawowej Opieki Kardiologicznej w Warunkach Podstawowej Opieki zdrowotnej (POLKARD-SPOK) – metody przyjęte podczas realizacji programu[1]
- 2010: High concentrations of B-type natriuretic peptide and left ventricular diastolic dysfunction in patients with paroxysmal/persistent atrial fibrillation as possible markers of conversion into permanent form of arrhythmia: 1-year prospective evaluation[1]
- 2014: Translation and cultural adaptation of a Patient Perception of Arrhythmia Questionnaire in Poland[1]